# Sara Mohammad
Sara Mohammad (1967) és una activista pels drets humans i farmacèutica sueca nascuda al Kurdistan Iraquià. Va reclamar asil a Suècia com a refugiada el 1993 després de fugir del seu matrimoni infantil un dia abans del casament. El seu germà havia amenaçat de disparar-la, mentra apuntava amb un rifle Kalàixnikov al seu cap. Després que Fadime Şahindal fos assassinada a Uppsala l'any 2002, Mohammad va fundar el GAPF (Glöm Aldrig Pela och Fadime o Mai Oblidarem Pela i Fadime), una organització que fa campanya en contra de l'assassinat d'honor.
Al 1984, quan tenia 17 anys, va ser insultada i amenaçada pel seu germà quan es va negar a un matrimoni infantil. Com a resultat, va haver de fugir de la seva família. Les seves pròpies experiències han contribuït en la seva lluita incansable contra la violència relacionada amb l'honor i l'opressió, tant dins del Kurdistan com a Suècia. El 2001, va fundar GAPF per lluitar contra la violència d'honor. La col·laboració propera del GAPF amb les autoritats sueques i amb l'administració d'Östergötland ha reforçat, d'ençà de 2005, els esforços per impedir la violència relacionada amb l'honor, els matrimonis forçats i la mutilació genital femenina. El març de 2017, la Facultat de Medicina i Ciències de la Salut de la Universitat de Linköping li van atorgar un doctorat d'honor pel seu "compromís agosarat pels drets de les noies i de les dones joves" així com per la seva lluita per impedir la mutilació genital femenina.
Malgrat els seus esforços, Mohammad no creu que la situació estigui millorant a Suècia. "Els casos que assoleixen l'atenció de les autoritats són només la punta de l'iceberg: tenim una imatge molt més completa en el GAPF. Les noies i les dones són subjectes a restriccions creixents i al qüestionament... Noies molt petites, en el jardí d'infants, són forçades a cobrir-se el cabell: esdevenen objectes sexuals fins i tot quan són tan joves."